# Payola
Die Bezeichnung Payola ist ein Kofferwort aus dem englischen Verb pay ‚bezahlen‘ und dem Markennamen Victrola und steht für den Vorgang des pay for play ‚bezahlen für das Spielen‘. Hier besticht ein Tonträgerunternehmen Disc-Jockeys und Programm-Redakteure von Rundfunk- und Fernsehsendern, so dass ein bestimmtes Lied häufiger gespielt wird. Auf diese Weise lassen sich die Popularität eines Liedes ankurbeln und damit der Umfang der Tonträgerverkäufe steigern. In Ländern, in denen die Charts nicht allein über die Verkaufszahlen bestimmt werden, sondern das Airplay bei Rundfunk- oder Fernsehsendern in die Charts einfließt, entsteht zudem eine positive Korrelation mit einem sich selbst verstärkenden Effekt.
Dies kann jedoch dazu führen, dass Hörer eines zu häufig gespielten Interpreten seiner und der Radiostation überdrüssig werden, was nicht im Sinne der Beteiligten ist.

## Geschichte
Erstmals ersichtlich erwähnt wurde der Begriff im Oktober 1938 im amerikanischen Starmagazin Variety. Hierin wurde das Cut in aufgedeckt, wobei als Komponisten auch Personen als Urheber eines Musikwerks registriert wurden, die keinerlei kreativen Anteil an dessen Entstehung hatten. Dieser Personenkreis bestand aus Musikproduzenten, Inhabern kleinerer Plattenlabels oder Interpreten. Durch die eigentlich den wahren Autoren allein zustehenden Tantiemen vereinnahmte auch dieser Personenkreis Gebühren, die ihm mangels kreativer Leistung nicht zustanden. Bereits 1916 waren ähnliche Vorgänge durch Variety beschrieben worden. Das Cut in war der Ursprung anderer Bestechungsvarianten, die zwanzig Jahre später aufgedeckt werden sollten.
Anfang 1959 hielt der sogenannte Payola-Skandal die US-amerikanische Öffentlichkeit in Atem. Der Grund für die Affäre war die Einschätzung der großen Plattenfirmen, der Markt habe sich an ihnen vorbei entwickelt. Tatsächlich dominierten die kleinen Independent-Plattenfirmen, von den Verwertungsgesellschaften ASCAP und BMI lizenziert, den Markt. Die Konkurrenz der ASCAP behauptete, die Dominanz der BMI sei lediglich aufgrund von Payola entstanden. Mit dieser Behauptung führten sie den bereits im Jahre 1953 begonnenen Konkurrenzkampf fort, bei dem die ASCAP immer wieder versuchte, ihre Monopolstellung aufrechtzuerhalten. Diesmal untersuchte die Federal Communications Commission insgesamt 25 DJs und Redakteure auf Bestechlichkeit. Zudem verlangte die Kommission von 5300 Radio- und TV-Stationen detaillierte Angaben über deren Sendeverhalten und die damit verbundenen Leistungen unter Eid. Damit brach eine Welle der Hysterie los. Es kam zu Denunziationen, DJs wurden anonym bedroht, Radio- und TV-Stationen überwachten ihre Mitarbeiter oder unterzogen sie einem Test mit dem Lügendetektor. In der Öffentlichkeit förderten die Medien den Eindruck, Payola gebe es nur im Zusammenhang mit dem Rock ’n’ Roll, oder sei gar erst durch diesen entstanden. Die Einstellung des überwiegenden Teils der Bevölkerung, der Rock ’n’ Roll verderbe und gefährde die Jugend, wurde mit der Assoziation zu kriminellen Machenschaften noch angefeuert. Als Folge wurde im Radio und TV immer weniger Rock-’n’-Roll-Musik gespielt, zum einen, um dem öffentlichen Druck nachzugeben, zum anderen um nicht den Unwillen einflussreicher Interessensgruppen auf sich zu ziehen, die im Rock ’n’ Roll eine Art „Bedrohung der nationalen Sicherheit“ sahen. Die zwei bekanntesten DJs, die während des Payola-Skandals beobachtet wurden, waren Dick Clark und Alan Freed. Mit den Anklagen gegen sechs der überwachten DJs und deren Verurteilung 1962 verschwand Payola wieder aus dem Blickfeld der Öffentlichkeit.
In den 1970er Jahren nahm unter anderem Casablanca Records massiven Einfluss auf die Position seiner Alben und Singles in den Charts. Larry Harris, damals Senior Vice President und Managing Director des Labels, beschrieb im Buch über die Geschichte des Unternehmens, wie er selbst am 21. Juli 1978 Bill Wardlow, den beim Billboard Magazine für die US-Charts zuständigen Mitarbeiter, aufs Übelste dafür beschimpfte, dass das Soundtrack-Album zum Film Thank God it’s Friday nicht wie von Wardlow versprochen die Top-Position der Charts erreichte, sondern stattdessen Saturday Night Fever vom Label RSO Records den Spitzenplatz einnahm, obwohl Casablanca Wardlow bezahlt hatte.

Da beide Firmen denselben Vertriebspartner hatten, hatte Harris Zugriff auf die Verkaufszahlen des Konkurrenten und wusste, dass Saturday Night Fever den Spitzenplatz tatsächlich verdient hatte. Ihm ging es ums Prestige für Casablanca: 

„Für die Dauer der letzten zwei Jahre hatte ich die Kontrolle über die Billboard-Charts gehabt und war in der Lage, signifikanten Einfluss auf die Positionen unserer Schallplatten zu nehmen, um den Eindruck zu erwecken, dass unsere Firma […] und unsere Künstler […] das Schärfste in der Musikindustrie waren.“

Der Einfluss des Billboard Magazine, das zu dieser Zeit noch mit sieben Konkurrenten (Cashbox, Record World, Radio & Records, FMQB, The Gavin Report, The Bob Hamilton Radio Report und Booby Poe’s Pop Music Survey) zu kämpfen hatte, war enorm: Große Handelsketten wie Kmart oder Walmart kauften prinzipiell nur Produkte, die in den Billboard-Charts gelistet waren. War eine Platte dort nicht vertreten, konnten Label und Künstler sicher sein, ihre Produkte auch nicht in den Regalen dieser Ketten zu finden, was den Ausfall von fünf- bis sechsstelligen Stückzahlen bei den Erstbestellungen bedeuten konnte.
Casablanca nahm daher mit Geldzahlungen und „Einladungen“ (z. B. ins Studio 54) an verantwortliche Personen wie Bill Wardlow Einfluss auf die Notierung der Platten, was unter anderem dazu führte, dass 1977 vier Alben der Gruppe Kiss (Alive!, Destroyer, Rock and Roll Over und Love Gun) gleichzeitig in den Top 100 zu finden waren – von denen „höchstens zwei tatsächlich verdienten, annähernd so hoch in den Hitlisten zu stehen.“
Bill Wardlow wurde 1983 gefeuert, als seine Methoden, die Charts im Sinne des Wortes „eigenhändig zu schreiben“, bekannt wurden.
Im Jahr 2005 wurden wieder Bestechungsfälle bekannt. Die Plattenfirma Sony BMG soll mit Urlaubsreisen, Elektronikartikeln, Unterstützung für Hörerwettbewerbe und der Beteiligung an Betriebskosten New Yorker DJs bestochen haben. Im Rahmen eines Vergleichs zahlte Sony BMG im Juli 2005 zehn Millionen US-Dollar, um einen Prozess wegen Payola abzuwenden. Das Plattenlabel Warner Music Group zahlte kaum ein halbes Jahr später fünf Millionen US-Dollar und wendete mit dieser Strafschadensersatzzahlung ebenfalls ein Gerichtsverfahren ab. Die Ermittlungen führte der damalige Generalstaatsanwalt und spätere Gouverneur von New York, Eliot Spitzer.
Das Office of the New York State Attorney General richtete mit der durch diese und andere Vergleiche zustande gekommenen Summe von insgesamt 19 Millionen US-Dollar in der Amtszeit von Gouverneur Eliot Spitzer (1. Januar 2007 – 17. März 2008) einen Fonds bei der gemeinnützigen Organisation Rockefeller Philanthropy Advisors ein, die das Geld in Einzelschritten an insgesamt 218 Non-Profit-Organisationen im Bundesstaat New York auszahlte, um die Wertschätzung von zeitgenössischer Musik zu fördern.
Auch sonst soll es eine Art Payola immer wieder in Bezug auf Top-40-Radiostationen gegeben haben. Sogenannte „Independent Promoters“ haben von den Plattenfirmen hohe Beträge erhalten, um bestimmte Singles bei diesen Hitradios vorzustellen und sie dort ins Programm zu bringen. Dabei gab es immer Anlass zur Annahme, dass auch hier Gelder geflossen seien und fließen.